# Roquemartine
 (octobre 2013).

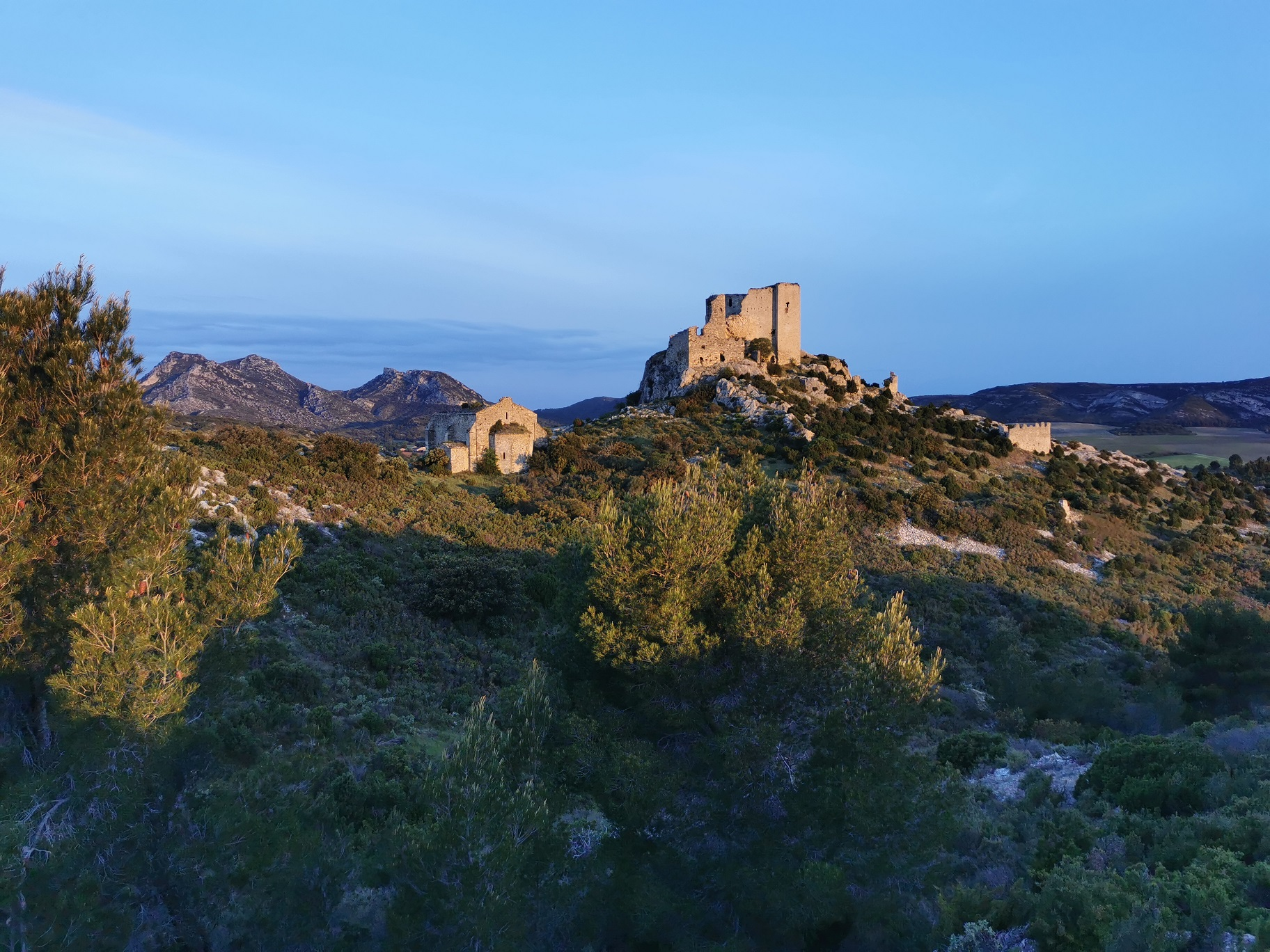

Roquemartine est le nom d'un ancien castrum situé sur la commune d'Eyguières (Bouches-du-Rhône). Son château en ruine, appelé « castellas de Roquemartine » ou « château de la Reine Jeanne », date des XIIe et XIIIe siècles. Il appartenait à la famille d'Albe ou d'Aube. D'aspect extérieur, le château de Roquemartine rappelle le château des Baux. Il se dresse au sommet de hautes falaises dénudées dont les pentes herbeuses sont fréquentées par des troupeaux de moutons. En contrebas du château se trouve l'église Saint-Sauveur, qui fut autrefois l'église paroissiale du bourg de Roquemartine et qui fut rattachée à la commune d'Eyguières en 1805.
L'ensemble que constituent le château et l'église forme un paysage original perché sur un éperon qui domine la plaine de Roquemartine. Le site a été inscrit aux monuments historiques en 1926.
Lors de la crise ouverte par la mort de la reine Jeanne Ire, la communauté de Roquemartine adhère à l’Union d'Aix (1382-1387), soutenant Charles de Duras contre Louis Ier d'Anjou. Elle fait même partie des plus fidèles et maintient son soutien même après la reddition d’Aix.
En 2022, le Castellas de Roquemartine est choisi pour le département des Bouches-du-Rhône par la Fondation du patrimoine et bénéficie du soutien du Loto du patrimoine pour financer sa restauration et l'ouverture du site au public après sécurisation des ruines.

## Église Saint-Sauveur
L'église Saint-Sauveur de Roquemartine ne remonte qu'au XIVe siècle, mais un lieu de culte est attesté sur place à la fin du XIe siècle. Deux portes cintrées, l'une au nord, l'autre au sud, permettent d'y entrer. L'ensemble se compose d'une nef à deux travées et d'une abside semi-circulaire. La toiture est faite de dalles et les murs en moellons.

## Historique

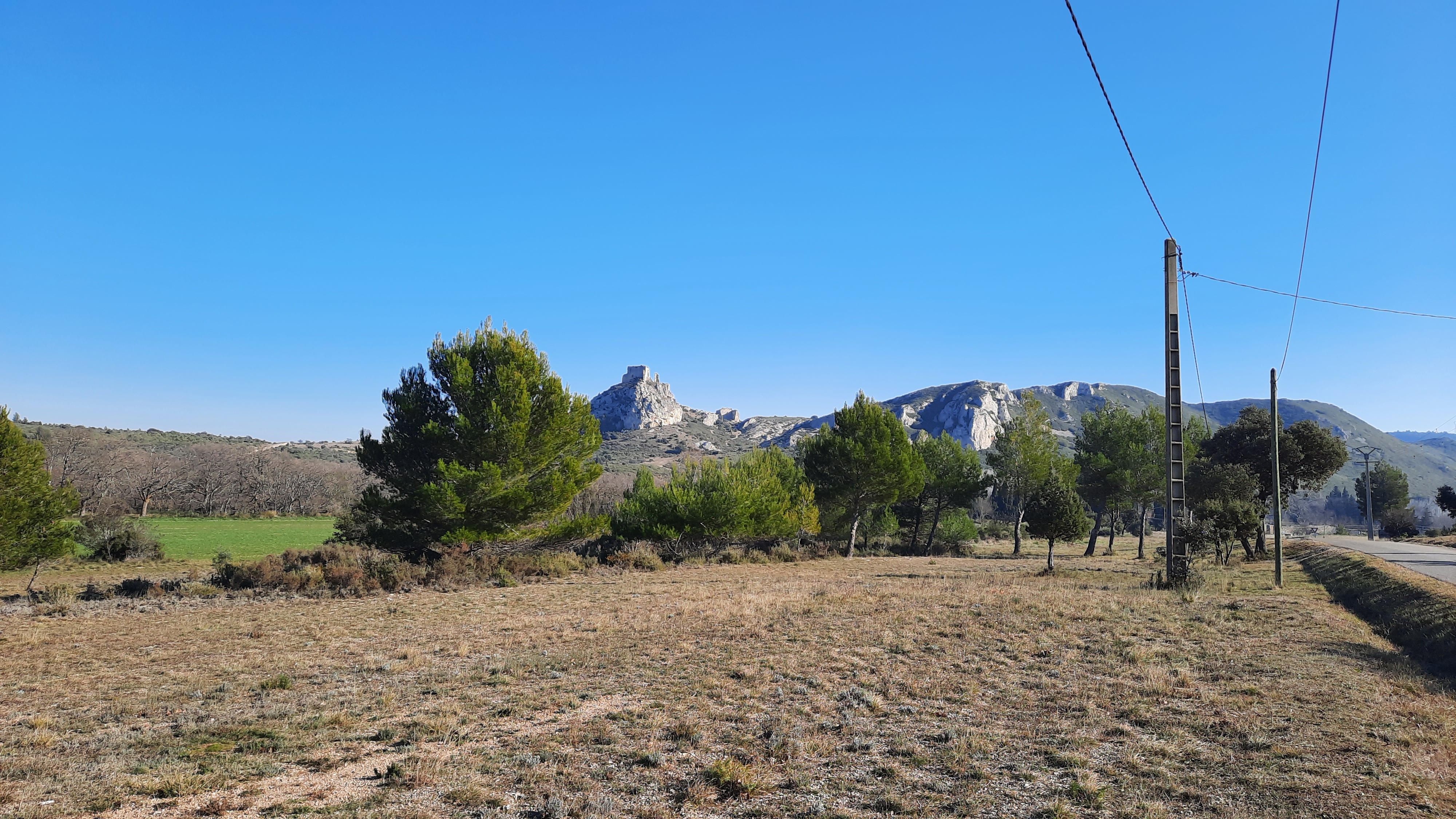
Les ruines du château de la Reine Jeanne dans les Alpilles

Le castrum de Roca Martina apparaît dans les textes à la fin du XIe siècle (vers 1096) lorsque ses seigneurs — Raimond, Gérald et Pons — vendent leur part de dîme à l’abbaye Saint-Victor de Marseille, pour financer leur participation à la première croisade.
Au milieu du XIIe siècle (entre 1147 et 1162) Raimond Catel cède Roquemartine à Hugues Sacristain. La petite-fille de ce dernier — Porceleta — au début du XIIIe siècle, l’apporte en dot à Peire de Lambesc. À son décès (1221), ses enfants et petits-enfants héritent de la place. L’année suivante, les armées de Raimond Bérenger V, en pleine reconquête du comté de Provence détruisent le castrum. La place et son péage (Roquemartine contrôlait l’un des principaux passages entre la vallée de la Durance et le sud des Alpilles) sont confiés à un fidèle du comte : Albe (ou Albeta) de Tarascon. Ses droits lui seront confirmés en décembre 1237. C’est à cette famille que l’on doit le château que nous connaissons aujourd’hui (milieu du XIIIe siècle pour J.P. Nibodeau, milieu XIVe siècle pour D. Dieltiens et seconde moitié du XVe siècle pour J. Mesqui).
En juillet 1384, les Tuchins d’Étienne Augier dit Ferrugat prennent, sans difficulté, le château. Cinq ans plus tard, Raimond Roger de Beaufort, vicomte de Turenne) en conflit avec la papauté avignonnaise et le comté de Provence s’empare des Baux et de Roquemartine (après l’avoir incendié). Malgré plusieurs sièges et tentatives de reprise par les milices des États pontificaux, c’est le maréchal Boucicaut en 1399 qui libère la place en achetant ses défenseurs. Le château fortement endommagé fait l’objet de campagnes de restauration et de modernisation : chapelle construite au XVe siècle, fenêtre à meneaux à la fin du XVe, cheminée du logis ouest, canonnière du bâtiment sud.
Au début du XVIIe siècle le castellas est abandonné au profit du nouveau château de Roquemartine, bâti en plaine.
Élevé en marquisat en 1672, ce domaine appartient aux descendants qui habitent dans la plaine.

## Galerie

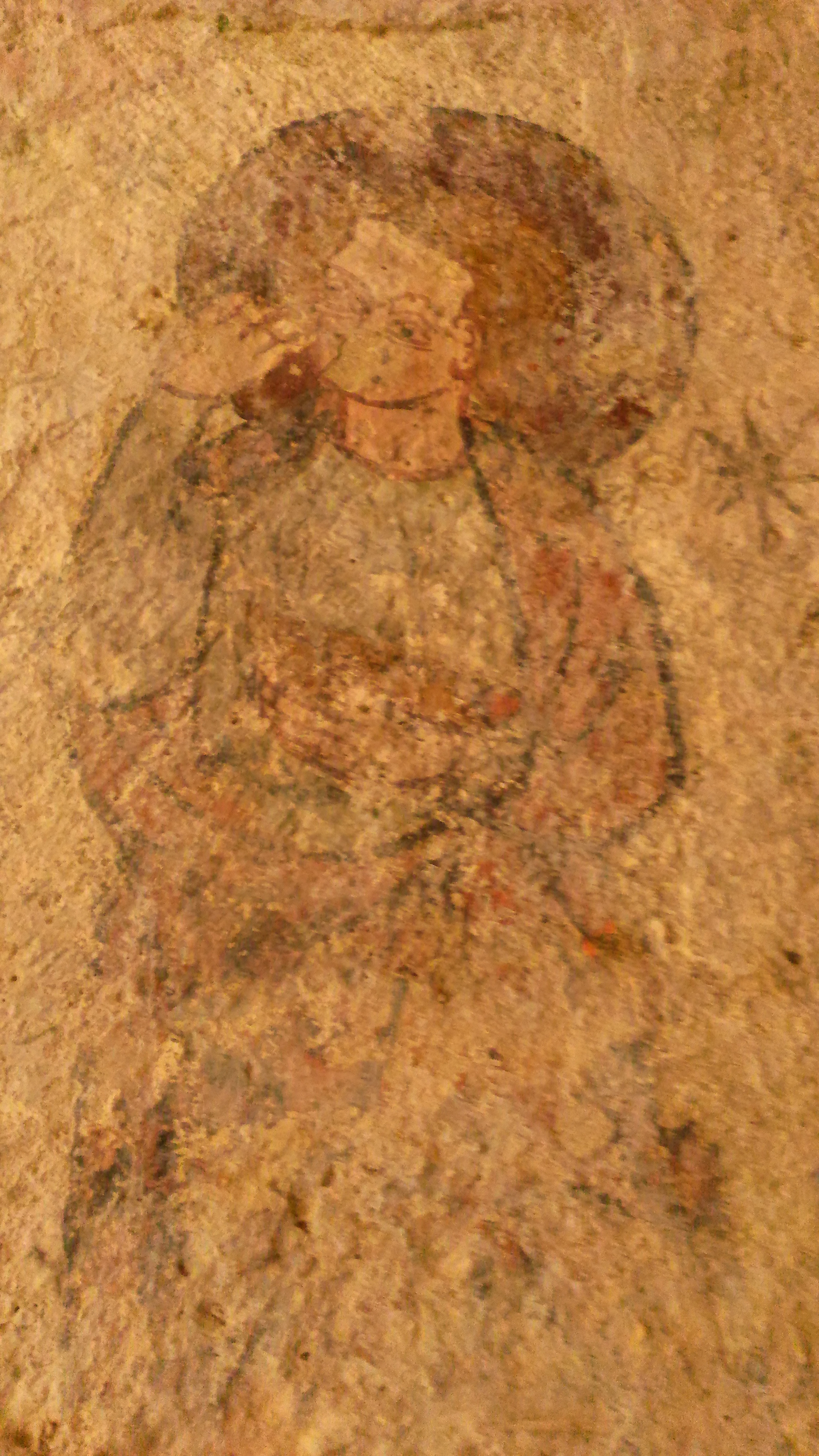
Détail de la peinture médiévale sur un des murs de la chapelle Saint-Sauveur. En mauvais état, on distingue encore quelques détails du personnage : sans doute un saint comme en témoigne l'auréole.
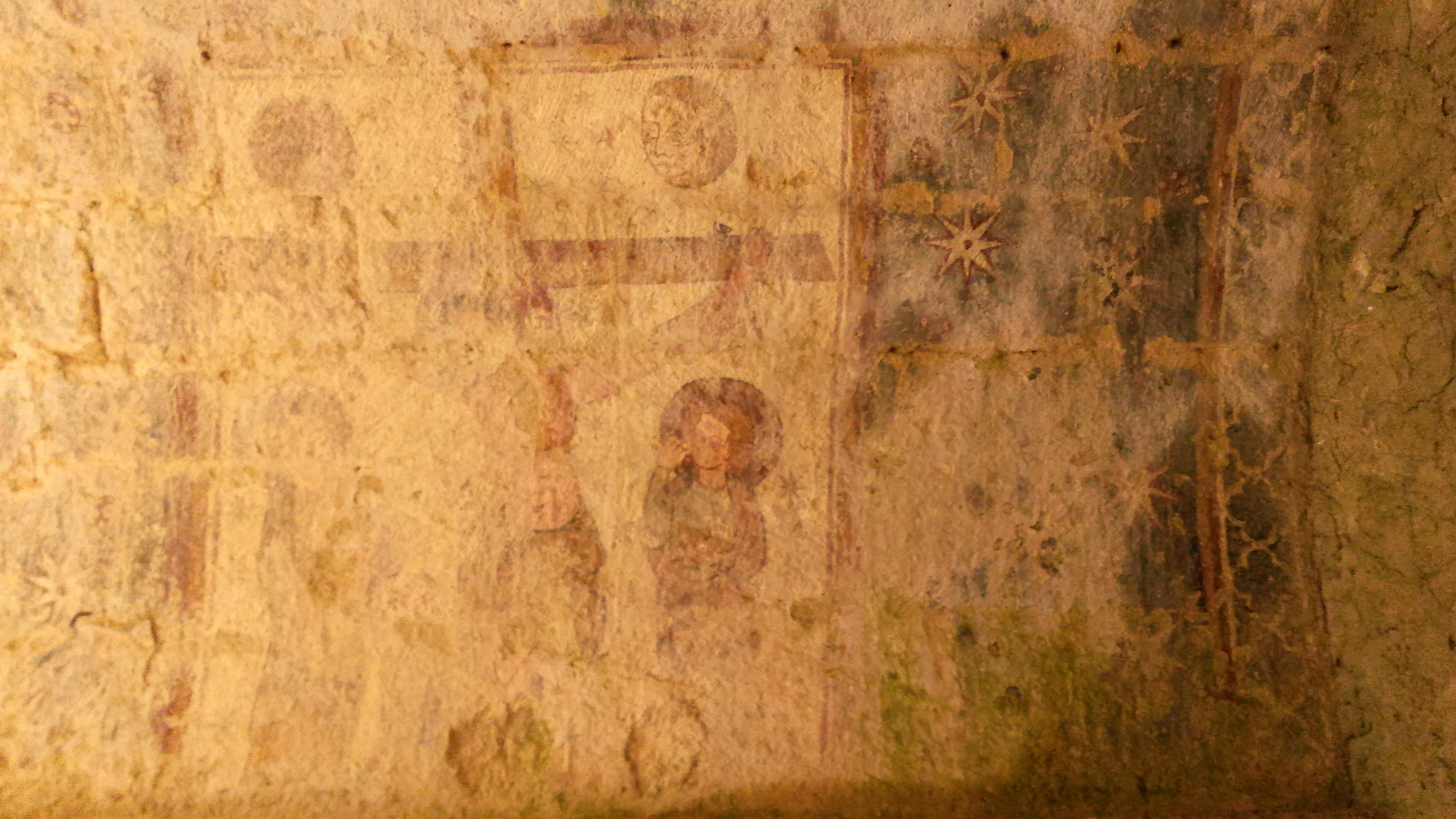
Une représentation médiévale de Jésus à la croix entouré de Marie et d'un Apôtre. On distingue un fond bleu parsemé d'étoile rouge.